# Мария Йоанна Батиста Савойска-Немур
Вижте пояснителната страница за други личности с името Йоанна Савойска.
Мария Йоанна Батиста Савойска-Немур (на италиански: Maria Giovanna Battista di Savoia, на френски: Marie-Jeanne-Baptiste de Savoie; * 11 април 1644, Париж, Кралство Франция; † 15 март 1724, Торино, Сардинско кралство) е последната потомка на графовете на Женевоа, наследница на херцозите на Немур и на баронствата Фосини и Бофор. Тя се омъжва за савойския херцог Карл Емануил II и е регентка на сина им – младия принц Виктор Амадей II. Тя е втората Кралска мадам след свекърва си Мария Кристина Бурбон-Френска.

## Произход
Родена е в резиденцията на немурските херцози Отел дьо Немур в Париж като най-голямото от шестте деца на Шарл Амадей Савойски-Немур (* 1624, † 1652), херцог на Немур, и на съпругата му Елизабета Бурбон-Вандом (* 1614, † 1664). По майчина линия е правнучка на краля на Франция Анри IV чрез сина му Цезар Бурбон-Вандом, чиято майка е кралската фаворитка Габриела д'Естрè, както и братовчедка на Луи XIV. Тя е член на кадетския дом Савоя-Немур, роден във Франция през XVI век. Има трима братя и една сестра:
- Мария Франциска Елизабета (* 1646 † 1683), Мадмоазел д'Омал, кралица на Португалия като съпруга на Афонсу VI и на Педру II
- Йосиф (* 1649 † 1649)
- Франц (* 1650 † 1650)
- Шарл Амадей (* 1651 † 1651)

## Биография

### Ранни години
Израства със сестра си Мария Франциска, родена през 1646 г. и известна като Мадмоазел дьо Омал. Като млада посещава салона на известната Мадам дьо Ла Файет, която впоследствие я въвежда в кореспонденция с Мадам дьо Севинье. Тези две познанства позволяват на Мария Йоанна да се разбира по-добре с френския двор по време на нейното регентство.
Баща ѝ умира през 1652 г., убит в дуел от неговия шурей – херцогът на Бофор. В следващите няколко години тя и нейното семейство са под опеката на чичо ѝ по бащина линия Анри II, който наследява титлата на херцог на Немур. Самата Мария Йоанна наследява доста от именията на баща си. След смъртта на чичо ѝ през 1659 г. Херцогство Немур се завръща в ръцете на френската корона поради отсъствието на наследници от мъжки пол, но тя запазва наследствените си имоти. Освен това майка ѝ получава помощ от семейството си, по-специално от майката на Франсоаз Лотарингска.

### Брачни преговори
След като майка ѝ Елизабета овдовява, тя веднага започва да търси важен брачен съюз за Мария Йоанна. Първоначално се насочва към херцог Карл Емануил II Савойски – син на Мария Кристина Бурбон-Френска (леля на на Елизабета). Мария Кристина е благосклонна към този съюз и кани официално Мария Йоанна Батиста, сестра ѝ и майка им в Торино през 1659 г. След като вижда девойката, Карл Емануил проявява значителен интерес към нея като потенциална съпруга. Майка му обаче трябва да промени решението си под влиянието на кардинал Мазарини и думите му за амбициозната природа на Мария Йоанна Батиста, поради което бракът не се състои. Кристина Мария предпочита да омъжи сина си през 1663 г. за Франсоаз Магдалена Орлеанска, която се оказва по-послушна и по-лесно контролируема за свекърва си.
Завръщайки се във Франция, Мария Йоанна привлича вниманието на Карл Лотарингски – наследник на херцог Никола Франциск Лотарингски Португалският двор ѝ предлага брак по-рано, но тя отказва. Рангът на Карл е подобен на този на братовчедите савойски херцози и това изглежда идеално на майка ѝ, така че двамата се сгодяват официално на 4 февруари 1662 г. Съюзът им става особено известен във френския двор, където е подкрепен от Анна Австрийска – майка на Луи XIV. С Договора от Монмартър две години по-късно обаче херцогствата на Лотарингия и Бар трябва да бъдат преотстъпени на Луи XIV, поради което херцозите от Дом Лотарингия се оказват формално без земя и се местят във виенския императорски двор. В резултат на това Карл решава да се дистанцира от всичко, което по някакъв начин го свързва с френския двор и затова годежът е развален.
Кристина Мария умира в Торино на 27 декември 1663 г., а снаха ѝ Франсоаз Мадлен – на 14 януари 1664 г. Карл Емануил II все още е без наследници и губи майка си и съпругата си за кратко време. Всяка от сестрите на Франсоаз Мадлен му е предложена за съпруга, но те са отхвърлени. Ясно е, че Карл Емануил II желае да се свърже с Мария Йоанна Батиста, която освен това е представителка на собствения му дом, макар и от кадетски клон. Съюзът е подкрепен и от Луи XIV, който се опасява, че Карл Емануил II ще се ожени за Мариана Австрийска – ерцхерцогиня от Хабсбургите, което ще доведе до загубата на традиционното му политическо влияние върху херцогството. Преговорите започват незабавно и на 1 май 1665 г. Мария Йоанна Батиста отива в Анси с баба си Франциска Лотарингска, за да се срещне с бъдещия си съпруг. Тя се омъжва за Карл Емануил II на 20 май 1665 г. в Замъка Валентино в Торино с грандиозно тържество. Неговата голяма зестра включва провинция Женевоа, както и господарствата Фосини и Бофор, които принадлежат на Дом Савоя-Немур и които поради това се завръщат в главния дом.

### Херцогиня-консорт на Савоя
В савойския двор името на Мария Йоанна е окончателно италианизирано (преди това тя е известна като Мари Жан Батист по френски обичай). Към него се добавя псевдонимът Мадама Реале (Кралска мадам), който вече се използва от Кристина Мария за описание на произхода ѝ от френския двор и нейното потекло от френското кралско семейство.
Мария Йоанна Батиста е привлекателна и интелигентна жена. Почти година след брака си 21-годишната херцогиня ражда първото си дете – момче, което е кръстено Виктор Амадей в чест на дядо му – съпругът на Кристина Мария. През същата година сестра ѝ Мария Франциска се омъжва за португалския крал Алфонсо VI. Двете сестри остават близки до края на живота им.
Преди смъртта на съпруга си Мария Йоанна Батиста има много малка политическа роля в Савойското херцогство. Херцогската двойката често работи заедно, възстановявайки кралските резиденции на херцогството и изграждайки няколко църкви в Торино.
Въпреки страстната им връзка Карл Емануил II има много любовници и извънбрачни деца, които Мария Йоанна Батиста е принудена да търпи. През 1672 г. Ортензия Манчини, която си търси съпруг, става протеже на Карл Емануил II, който въпреки недоволството на жена си я прави своя любовница и ѝ дава стая в замъка в Шамбери. Мария Йоанна не успява да я отстрани от това неудобно положение чак до смъртта на съпруга си. На 12 юни 1675 г. той умира в Торино на 40-годишна възраст след няколко пристъпа на конвулсивна треска. На смъртното си ложе той провъзгласява съпругата си за регентка на техния син и наследник.

### Регентка на Савойското херцогство
След смъртта на херцога Мария Йоанна Батиста, описвана от мнозина като жена със студен, авторитарен характер и водена от големи амбиции, поема регентството на Савойското херцогство, докато 11-годишният ѝ син Виктор Амадей не навърши пълнолетие. Поради тази причина тя смята, че е най-добре да бъде подкрепяна от различни лица, сред които дон Габриел Савойски, маркиз Франсоа Тома Шабо дьо Санен-Морикс и Жозеф Дьолешрен.
След като става регентка, Мария Йоанана приема новите си задължения с голям ентусиазъм и амбиция. Тя продължава работата на съпруга си по реконструкцията на савойските имоти, подкрепя строителни проекти, художествени организации и образователни институции. Тя подкрепя работата на Алесандро Страдела, като го взима под своя закрила, когато той бяга в Торино от Венеция. Тя също така продължава да финансира и подкрепя работата на Гуарино Гуарини, който рисува параклиса на Торинската плащаница и сградата на Йезуитския колеж по време на нейното регентство. Мария Йоанна също планира да разшири Торино надолу по река По. Тя се опитва да отвори университет в Шамбери, но не успява.
Регентката прави много, за да поддържа връзки с мощната съседка на Савоя – Кралство Франция, което е едновременно неин съюзник и семейство. Мария Йоанна е критикувана за твърде голямото ѝ желание да запази властта, за което е готова да стане марионетка на крал Луи XIV. Тя обаче работи и за поддържане и развитие на отношения с кралските дворове на Испания, Англия и други страни.
Връзката на Мария Йоанна със сина ѝ е напрегната поради желанието ѝ да запази властта в ръцете си. Освен това херцогинята прекарва много време в управлението на херцогството и почти няма време за него. Тя обаче го държи под строг контрол, за да се увери, че няма да се опита да ѝ отнеме властта. 33-годишната жена е в открити любовни отношения с 23-годишния граф Сен Морис. Връзката им продължава около четири години, след което семейството на Сен Морис изпада в немилост и напуска Торино поради дипломатическия провал на бащата на семейството.
Към 1677 г. Мария Йоанна търси булка за сина си, който трябва да навърши пълнолетие след три години. Популярни кандидатки са Мария Антония Австрийска, португалска племенница на херцогинята, Мария София Нойбургска и Анна Мария Орлеанска. За първи път Мария Йоанна се среща със сестра си в Лисабон, чиято единствена дъщеря – инфантата Изабела Луиза ди Брианца, е наследница на крал Педру II. Според португалските закони престолонаследницата трябва да остане в страната и да се омъжи за свой роднина. Мария Йоанна започва да преговаря с Португалия, за да омъжи сина си за неговата братовчедка с надеждата да го направи крал в Лисабон. Такъв изключително престижен брак би позволил на Мария Йоанна да има контрола над Савойското херцогство в свои ръце, докато Виктор Амадей II трябва да живее в Португалия. Повечето политици обаче се противопоставят на този съюз; Виктор Амадей убеждава майка си да отложи брака за две години.
Мария Йоанна започва да разглежда тосканското предложение за брак с Анна Мария Луиза Медичи. Нежелаейки да разваля отношенията си с Франция, херцогинята-регент преговаря тайно от нея. Този вариант на брак е популярен в херцогството, тъй като дава мощен съюзник в Италия и дори е одобрен от Виктор Амадей, но преговорите не се увенчават с успех.
Регентството на Мария Йоанна официално приключва през 1680 г., въпреки че реалната власт остава в нейните ръце до 1684 г. Луи XIV се стреми да запази вече значително влияние в Савоя и предлага брак на Виктор Амадей с племенницата му Анна Мария Орлеанска – дъщеря на Филип I Орлеански и на първата му съпруга Хенриета-Анна Стюарт. Виктор Амадей се съгласява на брака, който бива сключен на 6 май 1684 г. При пристигането си в савойския двор Анна Мария попада под влиянието на властната си тъща; по-късно придворните я описват като послушна и скромна снаха, угаждаща на желанията на Мария Йоанна. Близките отношения между съпругата и майка му не са одобрявани от Виктор Амадей, тъй като Мария Йоанна отдавна е негова политическа съперница. Когато Виктор Амадей прекъсва връзките си с Франция през 1690 г., Анна Мария и нейните деца напускат столицата с Мария Йоанна в знак на протест.
По време на своето управление Мария Йоанна Батиста организира великолепни и скъпи тържества в савойския двор. Затова тя е обвинявана в разхищения и злоупотреби с кралската хазна. Плановете ѝ вероятно са да отклони вниманието на сина си от политиката, като организира безгрижни тържества в двореца. Освен това тя обича да се забавлява с многобройните си придворни, така че хората я смятат за твърде разпусната.

### По-нататъшен живот
В началото на 1684 г. Виктор Амадей II най-накрая взима властта над херцогството в свои ръце и решава да лиши майка си от каквото и да било влияние в двора, изпращайки я в Палацо Мадама. Веднъж отстранена от политиката, Мария Йоанна решава да се отдаде на изкуството: по нейната изрична заповед много улици в Торино са разширени, построени са и църкви. Палацо Мадама е дом на Кристина Френска като вдовица, а при Мария Йоанна е разширен под ръководството на Филипо Ювара – любимец на сина ѝ.
През 1659 г., след смъртта на чичо си Анри II Савойски-Немур, тя става херцогиня на Омал (в Нормандия). През 1686 г. тя го продава на Луи Огюст дьо Бурбон – незаконен син на Луи XIV от Мадам дьо Монтеспан. Мария Йоанна става и последната графиня на Графство Женева, което след нейната смърт преминава към Савойското херцогство.
От брака на Виктор Амадей и Анна Мария Орлеанска се раждат девет деца, четири от които имат потомство. Мария Йоанна става кръстница на най-голямата си внучка Мария Аделаида. Вдовицата херцогиня е в добри отношения със снаха си Анна Мария. Освен това тя е близка с внучките си Мария Аделаида и Мария Луиза, които я посещават всяка седмица в Палацо Мадама. По-специално Мария Аделаида е в редовна кореспонденция с баба си след 1696 г., когато младата принцеса се омъжва за Луи, херцог на Бургундия. Мария Луиза става съпруга на брата на херцога на Бургундия – испанският крал Филип V. Мария Аделаида, за голямо огорчение на баба си, умира във Версайския дворец от морбили през 1712 г. Тези два престижни брака са уредени от Луи XIV, за да спечели Савоя на своя страна във Войната за испанско наследство. По време на войната Мария Йоанна бяга в Генуа с внуците си и е принудена да продава бижутата си, за да издържа семейството си по време на Обсадата на Торино през 1706 г.
Благодарение на Мирния договор от Утрехт през 1713 г. синът на Мария Йоана получава Сициалианското кралство. Виктор Амадей е коронясан в Катедралата в Палермо през декември 1713 г. Той инструктира майка си да подкрепя правителството в негово отсъствие, но тя отказва и внукът ѝ Виктор Амадей – принц на Пиемонт, става регент.
Няколко месеца по-късно савойският двор научава за смъртта на 79-годишната Мария Луиза през февруари 1714 г .; през март следващата година принцът на Пиемонт умира от едра шарка. Трите смъртни случая за последните четири години сближават майка и син. Със смъртта на Виктор Амадей-младши другият внук на Мария Йоанна – Карл Емануил става наследник на баща си.
Мария Йоанна умира на 79-годишна възраст в Торино. Днес тялото ѝ се намира в Сакра ди Сан Микеле (в днешен Сант Амброджо ди Торино) в каменен саркофаг в левия неф на църквата.

## Брак и потомство
∞ 20 май 1665 в Замък Валентино в Торино за Карл Емануил II (* 20 юни 1634, Торино, † 12 юни 1675, Торино), 14-и херцог на Савоя, принц на Пиемонт, маркиз на Салуцо, граф на Аоста, Мориен, Асти и Ница, херцог на Немур и Гент, крал на Кипър и на Йерусалим през 1638 – 1675 г., от когото има един син:
- Виктор Амадей II (* 14 май 1666, Торино; † 31 октомври 1732, Монкалиери), херцог на Савоя (1675 – 1720, 1730 – 1732), крал на Сицилия (1713 – 1720) и първи крал на Сардиния (1720 – 1730), принц на Пиемонт, маркиз на Салуцо, херцог на Монферат (1708 – 1730), граф на Аоста, Мориен и Ница (1675 – 1720).∞ 1. за Анна Мария Орлеанска, от която има трима сина и три дъщери[61] ∞ 2. морганатично 1730 за Анна Каналис ди Кумиана, от която няма деца. Има един извънбрачен син и една извънбрачна дъщеря от Жана Батиста д'Албер дьо Люйен.[62]